# 丹佛鎮區 (明尼蘇達州羅克縣)
丹佛鎮區（英語：Denver Township）是位於美國明尼蘇達州羅克縣的一個行政鎮區。

## 歷史
丹佛鎮區原名為多佛鎮區（Dover Township），於1878年設立，1880年改為現稱。現稱得名自科羅拉多州州首府丹佛。

## 地方資料
丹佛鎮區的面積為88.52平方千米，皆為陸地。根據2020年美國人口普查的數據，當地共有人口164人，而人口密度為每平方千米1.85人。